# Yū Miyake
Yū Miyake (三宅 優 Miyake Yū?) (también conocido como Acid Eutron) es un compositor e ingeniero de sonido de la compañía de videojuegos Namco. Uno de sus trabajos más memorables se dio a conocer con la banda sonora del juego Katamari Damacy, en la que trabajó como director de sonido. Sus otros trabajos están incluidos en las series de Tekken y Ridge Racer.
Antes de empezar a trabajar con Namco, Miyake era un estudiante universitario especializado en el manejo de información. El primer juego en el que trabajó fue Tekken 3. En el 2000, Miyake trabajo con el director de Namco, Keita Takahashi en un proyecto de video llamado "Texas 2000". Takahashi se impresionó tanto con el trabajo de Miyake a tal punto que lo nombró director en la producción del juego Katamary Damacy en 2004.

## Trabajos
- Tekken 3 (1997)
- Tekken Tag Tournament (1999)
- Ridge Racer V (2000)
- Tekken 4 (2002)
- r:Racing Evolution (2003)
- Katamari Damacy (2004)
- Ridge Racers (2004)
- We Love Katamari (2005)
- Tekken 5: Dark Resurrection (2005)
- Ridge Racer 6 (2005)
- Me & My Katamari (2005)
- Ridge Racer 7 (2006)
- Beautiful Katamari (2007)
- Katamari Forever (2009)
- Ridge Racer (2011)
- Touch My Katamari (2011)